# 아자-
아자-(영어: aza-)는 유기화학에서 탄소 원자가 질소 원자로 치환된 유기 화합물의 이름을 명명하는 데 사용되는 접두사이다. 관련된 접두사인 "디아자-(deaza-)"는 질소가 제거되고 일반적으로 탄소 원자가 그 자리를 차지할 때를 나타낸다. 때때로 하이픈 사이에 숫자가 삽입되어 질소 원자가 대체하는 탄소 원자를 나타낸다. 이 용어는 영어에서 질소를 지칭하는 구식 이름이며, 현재 프랑스어에서 질소를 지칭하는 단어인 "azote"라는 단어를 축약함으로써 생겨났다.
이 접두사는 한취-비드만 명명법의 일부이다.
위 그림의 화합물들은 4-아자 스테로이드의 예시이며, 6-아자-스테로이드도 글락소스미스클라인에서 개발했지만 아직 상업적으로 시판되지는 않고 있다.

## 같이 보기
- 유기화학의 IUPAC 명명법